# 東吹田信号所
東吹田信号所（ひがしすいたしんごうしょ）は、大阪府吹田市にある、阪急電鉄（阪急）京都本線の信号場である。

## 概要
大阪市営地下鉄（現在の大阪市高速電気軌道〈Osaka Metro〉）堺筋線が開業し、阪急京都本線との相互直通運転を開始することとなった際、堺筋線内には車庫・検車場（車両基地）が確保されておらず、また堺筋線と交差する大阪市営地下鉄の他路線の検車場（中百舌鳥検車場・大日検車場・森之宮検車場）も第三軌条方式の車両を収容する基地であったことから、架空電車線方式である堺筋線の車庫及び車両検修施設を設ける必要があり、阪急線上の当信号所付近に東吹田検車場を開設した。当信号所は東吹田検車場への出入庫を目的として開設された信号場である。
当信号所を通して出入庫する車両は原則的にOsaka Metroの車両であり、通常時は阪急の車両が東吹田検車場へ入線することはない。

## 歴史
- 1969年（昭和44年）12月6日：開設。

## 構造
阪急京都本線の2線ある本線のうち、下り（大阪方面）線路の京都側から入庫線が分岐し、大阪側で出庫線が合流する。渡り線が存在しないため、上り（京都方面）線路から直接入庫することは不可能であり、Osaka Metro車が入庫する際は一旦正雀駅まで運転した上で、折り返して入庫している。出庫車両は相川駅から営業する列車と淡路駅および天神橋筋六丁目駅まで回送する列車とがある。

## 隣の施設
阪急電鉄
■京都本線
相川駅 - 東吹田信号所 - 正雀駅